# Titan Clydebank

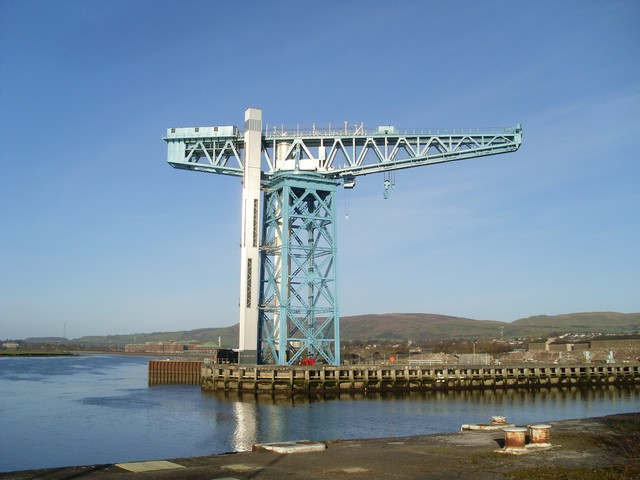
Titan Clydebank

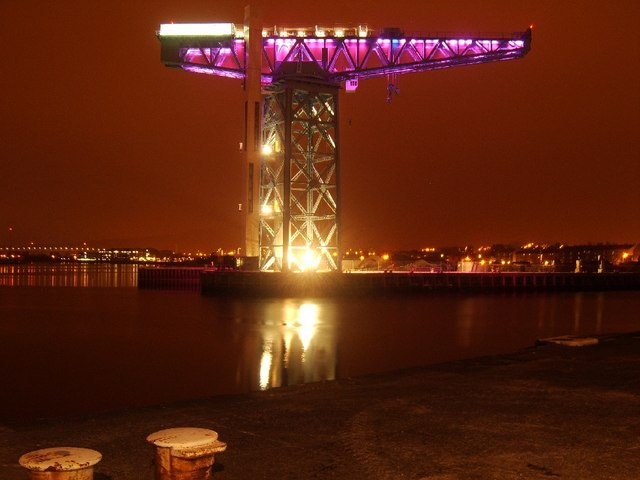
Nächtliche Ausleuchtung

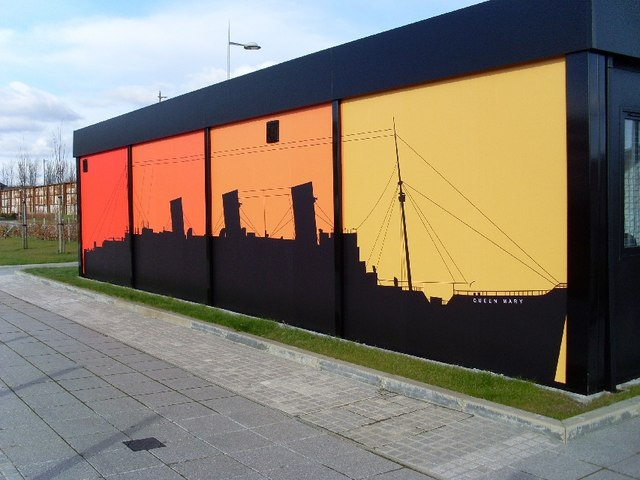
Besucherzentrum am Fuß des Krans

Titan Clydebank ist ein Hammerkran in der schottischen Stadt Clydebank in der Council Area West Dunbartonshire. 1989 wurde das Bauwerk in die schottischen Denkmallisten in der höchsten Kategorie A aufgenommen.

## Geschichte
Im Jahre 1871 zog das aus Glasgow stammende Schiffsbauunternehmen John Brown & Company nach Clydebank um. Zu der dort angelegten Werft wurde zwischen 1890 und 1914 ein Baudock hinzugefügt. 1907 wurde der später als „Titan Clydebank“ bezeichnete Kran zum Preis von 24.600 £ von dem Glasgower Kran- und Brückenbauer Sir William Arrol & Company am Ende des Docks installiert. Da Kräne mit vergleichbarer Traglast nur an wenigen Orten verfügbar waren, wird dem Kran ein signifikanter Anteil am wirtschaftlichen Erfolg der Werft zugesprochen. Obschon der Kran während des Zweiten Weltkriegs ein primäres Ziel der Luftwaffe während des Clydebank Blitz darstellte, blieb er unbeschädigt. Nach der Insolvenz der aus der Fusion mehrerer Werften hervorgegangenen Upper Clyde Shipbuilders im Jahre 1972 wurde der Kran außer Dienst gestellt. Der Großteil der Außengebäude wurde zwischenzeitlich abgerissen. Ab 2005 wurde der Titan Clydebank für rund 3,5 Mio. £ restauriert und im Mai 2007, 100 Jahre nach Fertigstellung, für Besucher geöffnet.
Zu Betriebszeiten war der Titan Clydebank am Bau zahlreicher bekannter Schiffe beteiligt. Darunter die Kreuzfahrtschiffe Queen Mary, Queen Elizabeth und Queen Elizabeth 2. Auch königliche Schiffe, wie die Britannia und Kriegsschiffe wie die Hood wurden dort erbaut.

## Beschreibung
Der rund 49 m hohe Titan Clydebank ist eine Landmarke am Clyde-Ufer gegenüber der Einmündung des Cart. Die maximale Traglast des 46 m langen Auslegers war ursprünglich auf 150 t ausgelegt, wurde jedoch 1937 auf 200 t erweitert.